# Dashmir Elezi
Dashmir Elezi, né le 21 novembre 2004 à Tetovo (Macédoine), est un footballeur macédonien qui évolue au poste d'ailier au NK Lokomotiva Zagreb.

## Biographie

### Carrière en club
Dashmir Elezi fait ses débuts avec le Shkëndija de Tetovo en Championnat de Macédoine le 22 novembre 2004 alors qu'il vient tout juste d'avoir 16 ans, profitant de cette première titularisation pour marquer son premier but, devenant ainsi à 16 ans et 1 jour le plus jeune buteur de l'histoire de la compétition,.

### Carrière en sélection
Dashmir Elezi est international macédonien en équipes de jeune, ayant notamment connu la sélection des moins de 15 ans, avec qui il participe au Torneo delle nazioni en Italie, contre les plus grandes nations européennes. Il connait ensuite la sélection des moins de 17 plus tard la même année, à la Federation Cup en Lettonie.

## Palmarès
| Shkëndija - Championnat de Macédoine (1): - Champion : 2020-21. |